# Isole Borromee
L'arcipelago delle Isole Borromee (Isol Boromei in dialetto locale) è situato nel medio Lago Maggiore, a occidente, nel Golfo Borromeo. Questo tratto di lago bagna i tre principali comuni turistici della zona: Stresa, Verbania e Baveno.
L'arcipelago si compone di tre isole, un isolino e uno scoglio:
| Isola/Isolino/Scoglio   | Superficie (ha) | Abitanti (2001) | Comune              |
| ----------------------- | --------------- | --------------- | ------------------- |
| Isola Madre             | 7,8             | 4               | Stresa              |
| Isola Bella             | 6,4             | 36              | Stresa              |
| Isolino di San Giovanni | 0,4             | 2               | Verbania (Pallanza) |
| Isola dei Pescatori     | 3,4             | 57              | Stresa              |
| Scoglio della Malghera  | 0,02            | -               | Stresa              |
| Arcipelago Borromeo     | 18              | 99              | Stresa/Verbania     |

## Storia
Nel XIV secolo i Borromeo, potenti feudatari della zona ma originari di San Miniato, divennero proprietari delle isole e iniziarono così la loro trasformazione. Tutt'oggi la famiglia possiede ancora l'Isola Bella e l'Isola Madre, oltre ai tre scogli emersi conosciuti come Castelli di Cannero per via delle rovine di fortificazioni medioevali.
L'isola dei Pescatori è l'unica abitata stabilmente, anche se da una piccola comunità, mentre le due isole "sorelle" sono ambite tra i turisti che ammirano i due splendidi palazzi e i relativi giardini, famosi in tutta Europa per la qualità del paesaggio e per la cura e la varietà delle architetture vegetali, composte da oltre 2000 varietà di specie differenti.
Nell'Isola Madre è presente anche una numerosa fauna di volatili orientali, come pavoni bianchi, fagiani dorati e pappagalli, liberi nello splendido giardino.
L'Isola Bella possiede invece un giardino che, abilmente progettato nei secoli, presenta fioriture multicolori per tutto l'anno, a rotazione tra le varie specie floreali (rose, orchidee, bulbose, magnolie, frutteti, azalee, gardenie, glicini).
Nel 2019 The New York Times ha annoverato le Isole Borromee tra i dieci luoghi più affascinanti del mondo.